# دلارا آک‌سویک
دیلارا آکسویک (انگلیسی: Dilara Aksüyek؛ زادهٔ ۲۴ ژوئیهٔ ۱۹۸۷) بازیگر اهل ترکیه است. وی از سال ۲۰۱۲ میلادی تاکنون مشغول فعالیت بوده‌است.
از فیلم‌ها یا برنامه‌های تلویزیونی که وی در آن نقش داشته‌است می‌توان به ماهپیکر و عروس استانبول و حریم سلطان و بابا اشاره کرد.

## زندگی شخصی
دیلارا تک فرزند خانواده است. او تا ۷ سالگی در ازمیر زندگی کرده و پس از آن به خاطر کار پدرش به شهر ادیرنه مهاجرت کرده است. دیلارا و خانواده اش، چندین سال در خانه های سازمانی دانشگاه تراکیا زندگی کرده اند.
او از کودکی به بازیگری علاقمند بوده است. وی در سال ۲۰۰۷ برای یادگیری درس‌های بازیگری به استانبول آمد و شروع به تحصیل در مرکز هنری موجدت گازان کرد.  